# Кобякская
Кобякская (сибирскотат. 
Күбәк) — деревня в Вагайском районе Тюменской области, входит в состав Бегишевского сельского поселения.

## География
Деревня находится на берегу реки Иртыш рядом остров Курья. Автобусное сообщение.

## Население
| 2010 |
| ---- |
| 225  |